# Paccius griswoldi
Espèce
Paccius griswoldi est une espèce d'araignées aranéomorphes de la famille des Trachelidae.

## Distribution
Cette espèce est endémique de la région Sava à Madagascar,. Elle se rencontre dans le parc national de Marojejy.

## Description
Le mâle holotype mesure 9,3 mm et la femelle paratype 10,9 mm.

## Étymologie
Cette espèce est nommée en l'honneur de Charles Edward Griswold.

## Publication originale
- Platnick, 2000 : The tracheline spider genus Paccius (Araneae, Corinnidae) in the Parc National de Marojejy, Madagascar. Fieldiana Zoology, New Series, vol. 97, p. 115-121.